# 鄭崇和墓石獸
鄭崇和墓的石獸，是流傳於台灣苗栗的民間傳說，傳說中立於鄭崇和墓裡的石像生（石獸）們會在晚上幻化成精並從墓裡跑出來搗蛋。

## 傳說
傳說中鄭崇和墓因為風水好，靈氣逼人，墓前的石雕會在夜間幻化成人獸，例如很久以前住在附近的農夫，發現菜園裡的菜經常被不知名的動物偷吃，晚上躲在旁邊偷看，發現是鄭崇和墓地裡的石馬、石豬跑出來偷吃，農夫生氣的追打牠們，打傷了石豬的腳；還有婦女睡覺時，常常感覺到有黑影壓在身上，她偷偷用紅線纏住黑影，並跟蹤過去，發現紅線勾在墓地的石像上，於是村人就在石像的頭上釘釘子避免它再作祟。
最後，在與鄭家人商量過後，鄭家人在墓地前方助起兩根石筆，那些雕像便不會再偷跑出來了。

## 現代研究
事實上，鄭崇和墓裡的石像中，並沒有石豬而有石虎，可能是因為其外貌有點類似豬而搞混，而傳說中被農夫打裂的腳，也因為在1996年時的一次整修而無法確定是否真有其事；而墓前的兩根石筆，上頭也只有記載墓主的功績，無法確定是否跟傳說有關。